# Ludwig Kasper
Ludwig Kasper, nacido el 2 de mayo de 1893 en Gurten y fallecido el 28 de agosto de 1945 en Braunau am Inn, fue un escultor austriaco.

## Datos biográficos
Hijo de agricultores, Kasper recibió su formación artística de escultor, entre otras en la población de Hallstatt en el Tirol, posteriormente con Hermann Hahn en Múnich y, como beneficiario de una beca de estudios, en Grecia y en Roma. 
Además, trabajó en Berna en Silesia, en París y en Berlín, siendo en esa ciudad donde pasó su periodo de creación más fecundo.
En 1930, contrajo matrimonio con la artista Ottilie Wolf. 
Entre 1943 y 1944, estuvo dedicado a la docencia en la Escuela de Arte de Brunswick; pero regresó a Austria después de los bombardeos sufridos por su país natal y donde murió en 1945 de enfermedad renal a los 52 años.
Sus obras han sido expuestas en la primera edición de la documenta 1 de Kassel en 1955 .